# Édouard Graham
Pour les articles homonymes, voir Graham.
Œuvres principales
- Passages d'encre (2008)

Édouard Graham est un auteur chercheur français.

## Biographie
Édouard Graham a étudié à l'Université Paris VII (UER Sciences des Textes et Documents), s'intéressant à Baudelaire candidat à l'Académie française, puis à Baudelaire et Sainte-Beuve, dans ses mémoires de maîtrise et de DEA. Le spécialiste et éditeur de Baudelaire dans la Pléiade, Claude Pichois, a déposé un exemplaire de ces travaux à la bibliothèque du W.T. Bandy Center for Baudelaire and Modern French Studies de Nashville, Tennessee (Etats-Unis). Par la suite, l'Université de Paris III a décerné à Graham un doctorat en littérature française et francophone en 2012. Sa thèse sur travaux portait principalement sur son ouvrage Passages d'encre, consacré aux échanges entre écrivains sous forme d'envois (dédicaces autographes) et lettres manuscrites dans la seconde moitié du dix-neuvième siècle, de Nerval à Jarry.
Édouard Graham a préfacé plusieurs ouvrages, dont des réimpressions des Histoires naturelles de Jules Renard et du Rosier de Madame Husson de Maupassant aux Presses Universitaires de France (collection Sources). Il a aussi rédigé une postface à l'édition Droz d'un exemplaire unique des Contemplations de Victor Hugo, truffé de photographies originales réalisées majoritairement à Jersey par l'entourage du poète. Il a également consacré un ouvrage aux manuscrits (de Stendhal à Robert Desnos) collectionnés par le couturier Jacques Doucet, aujourd'hui conservés dans la bibliothèque qui porte son nom.
Nonobstant amateur de musique pop et rock depuis son adolescence, il a consacré une monographie à Joni Mitchell et une autre au Rock and Roll Circus, film conçu pour la télévision par les Rolling Stones et Michael Lindsay-Hogg en 1968.